# Барон Моррис Кенвудский
Барон Моррис Кенвудский из Кенвуда в городе Шеффилд — наследственный титул в системе Пэрства Соединённого королевства. Он был создан 11 июля 1950 года для британского политика-лейбориста Гарри Морриса (1893—1954). Ранее он представлял в Палате общин Великобритании Центральный Шеффилд (1945—1950) и Нипсенд Шеффилд (1950). 
По состоянию на 2024 год носителем титула являлся его внук, Джонатан Дэвид Моррис, 3-й барон Мориис Кенвудский (род. 1968), который сменил своего отца в 2004 году.

## Бароны Моррис из Кенвуда (1950)
- 1950—1954: Гарри Моррис, 1-й барон Моррис Кенвудский (7 октября 1893 — 1 июля 1954), сын Джакоба Сэмюэла Морриса (1844—1923)[1];
- 1954—2004: Филип Моррис Джеффри, 2-й барон Моррис Кенвудский (18 июня 1928 — 2 декабря 2004), второй (младший) сын предыдущего[2];
- 2004 — настоящее время: Джонатан Дэвид Моррис, 3-й барон Моррис Кенвудский (род. 6 августа 1968), единственный сын предыдущего[3];
  - Наследник титула: достопочтенный Бенджамин Джулиан Моррис (род. 5 ноября 1998), старший сын предыдущего[4].